# Stargate

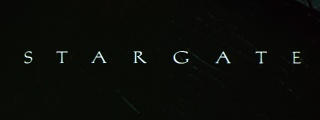
Stargate

Stargate és un univers de ciència-ficció iniciat el 1994 amb la pel·lícula del mateix nom dirigida per Roland Emmerich. L'èxit de la pel·lícula va comportar que a finals dels anys 90 es comencessin a produir altres productes que comparteixen aquest mateix univers de ficció. La llista completa és la següent:
- Stargate (pel·lícula)
- Stargate SG-1. Es tracta d'una sèrie en la qual es recuperen alguns dels personatges de la pel·lícula i que ha aconseguit un rècord en esdevenir la sèrie de ciència-ficció amb més capítols gravats successivament (10 temporades i 214 capítols).
- Stargate Atlantis, derivada de l'anterior que l'any 2007 comptava amb quatre temporades
- Stargate: The Ark of Truth i Stargate: Continuum, dues pel·lícules estrenades el 2008 en les quals es conclou l'argument de la sèrie Stargate SG-1
- Stargate Universe, una sèrie que també es troba en procés de creació
- Diversos videojocs, llibres i sèries d'animació

## Introducció
L'univers d'Stargate es basa en l'anomenada porta estel·lar (stargate), un aparell extraterrestre que permet transportar matèria entre punts molt distants de la galàxia mitjançant un forat de cuc fins a una altra porta. La porta estava controlada per una raça extraterrestre, els Goa'uld, instal·lada al planeta Terra en temps de l'antic Egipte.

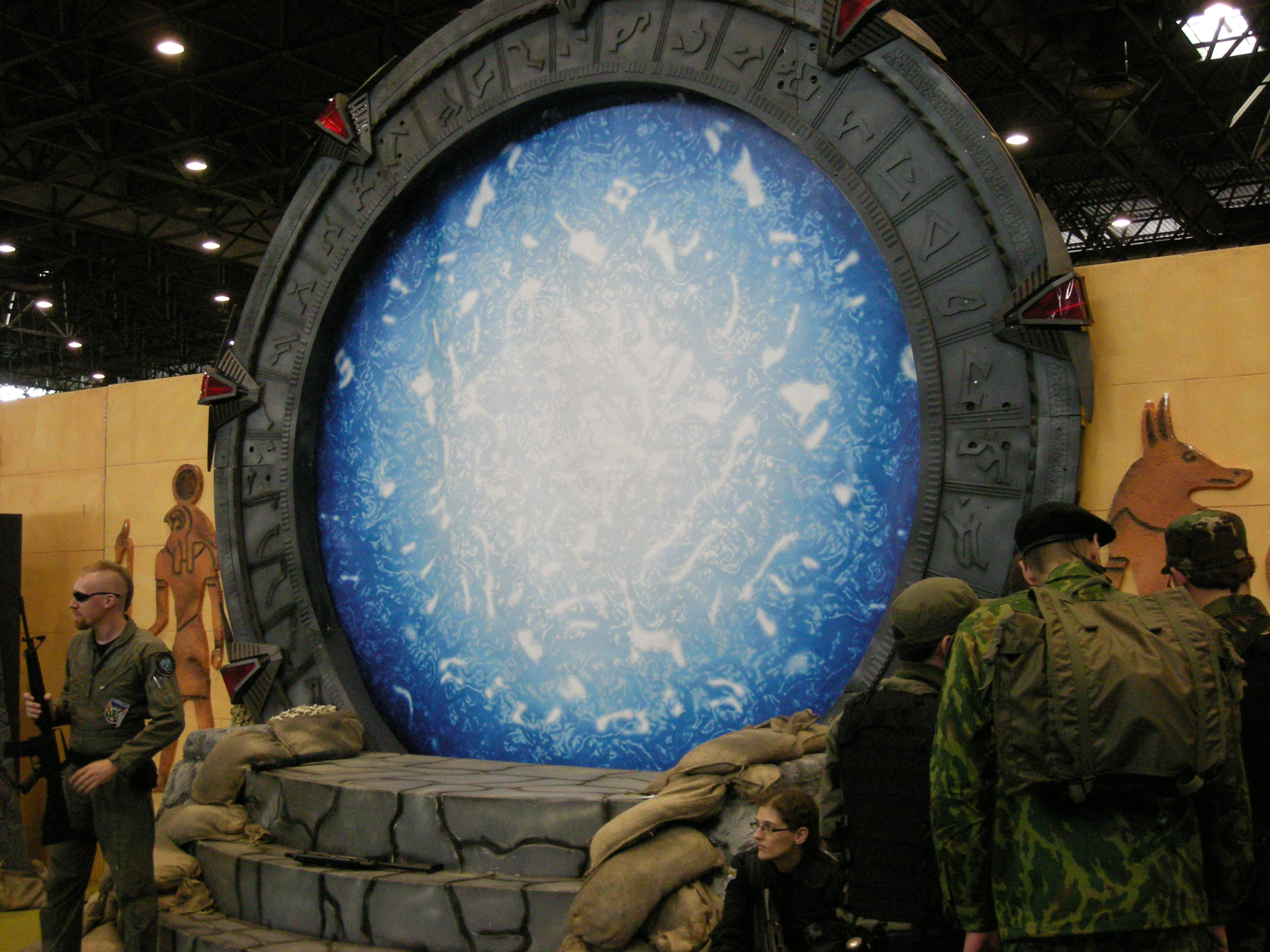
Reproducció de l'Stargate a l'Expo 2009 del Japó

Aquests extraterrestres marxaren del planeta i els humans van enterrar la porta, motiu pel qual es va descobrir en una excavació a Guiza (Egipte) l'any 1928. Quan es va descobrir la seva funció (en els anys 90), la Força Aèria dels Estats Units d'Amèrica creà el projecte Stargate, per tal d'explorar altres planetes mitjançant la porta estel·lar. És aleshores quan l'equip SG-1, encarregat de l'exploració extraplanetària, descobreix que els Goa'uld són uns enemics molt poderosos (que controlen pràcticament tota la galàxia) i que s'hi hauran d'enfrontar en les seves missions extraterrestres.

## La mitologia a Stargate
A l'univers d'Stargate moltes mitologies antigues de la Terra es basen en fets i personalitats extraterrestres que visitaren o controlaren la Terra al passat. En la majoria de casos es tracta de Goa'ulds que es feien passar per Déus per tal d'esclavitzar els habitants de l'antic Egipte. Així per exemple els Déus Ra, Horus, Osiris serien en realitat Goa'ulds que van obligar els humans a adorar-los i a treballar per a ells.
Una altra circumstància curiosa de la sèrie és que la majoria d'éssers que viuen en altres planetes són humans, originaris de la Terra i que van ser esclavitzats i traslladats per algun Goa'uld en algun moment de la història. Malgrat que alguns d'aquests encara viuen esclavitzats, altres han aconseguit desfer-se de l'opressió dels extraterrestres i és per això que poden tenir nivells molt diversos d'evolució tecnològica.

## Races extraterrestres

### ElsAntics
Són els creadors de les portes estel·lars i, sens dubte, la raça més avançada de tot l'univers. Alguns d'ells van ascendir a un nivell d'existència superior i incorpori.

### ElsAsgard
Es tracta d'una raça extraterrestre, la imatge de la qual està basada en els típics selenites. Posseeixen una tecnologia molt avançada, significativament superior a la dels Goa'uld. Són de caràcter pacífic i sovint es presenten com a aliats dels humans, malgrat que refusen compartir amb ells tota la seva tecnologia. Van inspirar tota la mitologia nòrdica en visitar aquesta regió en el passat.

### ElsWraith
Vistos per primer cop a la sèrie Stargate Atlantis, viuen a la galàxia Pegasus, de la qual són la raça dominant. S'alimenten de la vida humana absorbint-la per les mans. Posseeixen una tecnologia destacada, de procedència orgànica. El seu nom es pot traduir com espectre.

### ElsOri
Éssers enemics dels Antics, també ascendits, que procuren una invasió de la Via Làctia per dominar-la. Obtenen el seu poder de la gent que els adora. Els Ori van aparèixer a la sèrie Stargate SG1 a partir de la novena temporada.

### ElsReplicants
Éssers robotitzats que posseeixen unes capacitats sorprenents que els fan pràcticament invencibles, creats per un androide molt avançat procedent d'una civilització ja extinta. Poden resistir l'energia de les armes Goa'uld, es comuniquen entre ells, formen diverses estructures segons les seves necessitats... Durant molts anys manteniren una forta lluita amb els Asgards i s'alimentaven de la seva avançada tecnologia per a créixer.